# Ứng Thể Nhi
Đinh Nhiễm Nhi, hay Đinh Văn, thường được biết đến với nghệ danh Ứng Thể Nhi (giản thể: 应采儿; phồn thể: 應采兒, tiếng Anh: Cherrie Ying Choi-yi, sinh ngày 20 tháng 6 năm 1983), là một nữ diễn viên người Hồng Kông gốc Đài Loan.

## Tiểu sử
Ứng Thể Nhi sinh năm 1983 tại Đài Loan. Cô được biết đến với nghệ danh Cherrie Ying, Ying Caier hoặc Ying Choi-yi, là một nữ diễn viên Hồng Kông gốc Đài Loan. Năm 11 tuổi, Ứng Thể Nhi theo cha mẹ đến New York (Mỹ) sinh sống.
Tại đây, cô đã xuất sắc giành giải á hậu 1 cuộc thi Hoa hậu quốc tế người Hoa tại Mỹ khi vừa tròn 17 tuổi.
Cùng năm, cô và mẹ sang Hồng Kông nghỉ hè và được bạn bè giới thiệu tham gia casting diễn viên cho công ty điện ảnh China Star.
Tài năng diễn xuất của Ứng Thể Nhi được "Thiên vương Hong Kong" Lưu Đức Hoa đánh giá cao. Cô được giao cho nhiều vai diễn nổi tiếng trong các phim như Toàn thức sát thủ, Tân Lộc Đỉnh ký (2008), Triệu Thị cô nhi, Rob B Hood (Kế hoạch Baby)…

## Sự nghiệp diễn xuất
| năm  | Tên phim                              | Tên tiếng Trung      | Tên tiếng Anh                   | Vai                               | Chú thích |
| ---- | ------------------------------------- | -------------------- | ------------------------------- | --------------------------------- | --------- |
| 2001 | Ái quân như mộng                      | 愛君如夢             | Dance of a Dream                | June                              |           |
| 2001 | Sát thủ chuyên nghiệp                 | 全職殺手             | Fulltime Killer                 | Gigi                              |           |
| 2002 |                                       | 黑道風雲             | The Wall                        | San                               |           |
| 2002 | Bí mật hữu hình 2                     | 幽靈人間II鬼味人間   | Visible Secret 2                | September                         |           |
| 2002 | Mắt trái gặp ma                       | 我左眼見到鬼         | My Left Eye Sees Ghosts         | Tina                              | Vai phụ   |
| 2002 | Tâm niệm phát tài                     | 嚦咕嚦咕新年財       | Fat Choi Spirit                 | Cherrie                           |           |
| 2002 | Baby tuyệt hảo                        | 絕世好B              | Mighty Baby                     | Ginger                            | Vai phụ   |
| 2003 | Hào tình                              | 豪情                 | Naked Ambition                  | Pamela                            | Vai phụ   |
| 2003 | Chuyện tình cupid (Tình mất tình còn) | 失憶界女王           | Why Me, Sweetie?!               | Ding Ding                         | Vai chính |
| 2004 | Nhu đạo Long Hổ Bang                  | 柔道龍虎榜           | Throw Down                      | Mona                              | Vai chính |
| 2004 | Trái tim ngoại tình                   | 七年很癢             | Itchy Heart                     | Cherry                            | Vai chính |
| 2005 | Vua mạt chược 2                       | 雀聖2之自摸天后      | Kung Fu Mahjong 2               | Fanny                             | Vai chính |
| 2005 | Hi Mã Lạp a tinh                      | 喜馬拉亞星           | Himalaya Singh                  | Tally                             | Vai phụ   |
| 2005 | Tuổi thơ diệu kì                      | 童夢奇緣             | Wait 'til You're Older          | Miss Lee                          |           |
| 2005 | Chết khô                              | 瘦身                 | Slim till Dead                  | Cherrie                           | Vai chính |
| 2006 | Huyết chiếc đến cùng                  | 血戰到底             | Karmic Mahjong                  | Jiajia                            | Vai chính |
| 2006 | Kế hoạch baby                         | 寶貝計劃             | Rob-B-Hood                      | Li Man-yee                        |           |
| 2006 | Vũ khí khêu gợi 2                     | 魔鬼天使             | Lethal Angels                   | Emma                              |           |
| 2006 | Không có gì là không thể              | 情意拳拳             | Nothing Is Impossible           | Vivian Siu                        | Vai chính |
| 2006 | Mr. 3 Minutes                         | 3分鐘先生            | Mr. 3 Minutes                   | Lam Choi-yuk                      | Vai chính |
| 2009 | Đầu bếp Kung Fu                       | 功夫廚神             | Kung Fu Chefs                   | Trầm Thanh                        |           |
| 2009 | Thần bài                              | 撲克王               | Poker King                      | Season                            |           |
| 2010 |                                       | Hee Travels (嘻游记) | Wulin Xiaozhuan                 |                                   |           |
| 2010 | Thế giới song song                    | 異空危情             | Virtual Recall                  | Shen Liushuang                    |           |
| 2011 | Mỏng vàng đẫm máu                     | 不怕賊惦記           | No Liar, No Cry                 | West Wind                         |           |
| 2011 | Theo đuổi tình yêu                    | 神州电影             | Great Wall, My Love             | Yang Chunchun (Dương Thuần Thuần) | Vai chính |
| 2012 | Bát Tinh Báo Hỷ                       | 八星抱喜             | All's Well, Ends Well 2012      |                                   |           |
| 2012 | Lấy chồng hoàn hảo                    | 嫁個100分男人        | Marrying Mr. Perfect            |                                   |           |
| 2012 | Mặt nạ da người                       |                      | The Mask of Love                | Li Wan Dou                        | Vai chính |
| 2013 | Câu chuyện éo le                      | 一个复杂故事         | A Complicated Story             |                                   |           |
| 2016 | Ba kẻ xấu                             |                      | Love Godfathers: Three Bad Guys |                                   |           |
| 2016 | Good Take!                            |                      | Good Take!                      |                                   |           |
| 2018 | Siêu Ứng Dụng                         |                      | Super App                       |                                   |           |
| TBD  | Bão trắng 2: Trùm á phiện             | 扫毒2天地对决        | The White Storm 2 - Drug Lords  |                                   |           |

| Năm  | Tên phim                            | Tên tiếng Trung | Tên tiếng Anh                   | Vai                              | Chú thích    |
| ---- | ----------------------------------- | --------------- | ------------------------------- | -------------------------------- | ------------ |
| 2004 |                                     | 候鳥e人         | Love Bird                       | Shen Yunqing                     | Vai chính    |
| 2005 | Giấc mơ danh vọng phần 1            | 美麗傳說之星願  | Legend - A Dream Named Desire   |                                  |              |
| 2005 | Tình Nguyện - Truyền thuyết mỹ lệ 2 | 美丽傳說2 星願  | Legend - A Dream Named Desire 2 |                                  |              |
| 2007 |                                     | 香港姊妹        | Hong Kong Sisters               | Lin Yuhong                       |              |
| 2008 | Lộc Đỉnh Ký                         | 鹿鼎記          | Royal Tramp (TV series)         | A Kha                            |              |
| 2008 |                                     | 侠侣探案        | Xialü Tan'an                    | Shen Xiaoyu                      |              |
| 2008 |                                     | 凤穿牡丹        | Fengchuan Mudan                 |                                  |              |
| 2008 |                                     | 我的三十年      | Wo De Sanshi Nian               | Ou Jing                          |              |
| 2009 |                                     | 冰是睡着的水    | Bing Shi Shuizhao De Shui       |                                  |              |
| 2010 | Phòng tuần bộ                       | 大捕房          | Big Whaling Room                | Quan Thanh Nguyệt/Quan Thanh Sơn | Vai chính    |
| 2013 | Triệu Thị cô nhi                    | Sacrifice       | Zhao Shi Gu Er                  | Công chúa Trang Cơ               | Vai chính    |
| 2015 |                                     | 在, 疯子 在     | Alpha Beta                      | Li Shi Hui                       | Nhà sản xuất |
| 2015 | Thành phố thiên sứ                  |                 | City Of Angels                  | Triệu Tô Hàng                    |              |
| 2017 | Quán ăn đêm                         | 深夜食堂        | Midnight Diner                  |                                  |              |

| Năm  | Tên chương trình                                  | tên tiếng Trung | Khách mời                                                                                              |
| ---- | ------------------------------------------------- | --------------- | --- |
| 2014 | Happy Camp                                        | 快乐大本营      | Ứng Thể Nhi, Trần Tiểu Xuân                                                                            |
| 2015 | Happy Camp                                        | 快乐大本营      | Ứng Thể Nhi, Trần Tiểu Xuân, Dương Vân, Dương Uy, Mao Hiểu Đồng, Trần Tường                            |
| 2017 | Cuộc sống chung (The Three Yards)                 | 三个院子        | Ứng Thể Nhi, Trần Tiểu Xuân, Đại Trương Vỹ, Lâm Canh Tân,                                              |
| 2018 | Chuyến đi lãng mạn của người vợ (Viva la romance) | 妻子的浪漫旅行  | Ứng thể Nhi, Tạ Na, Dĩnh Nhi, Trình Lợi Sa, Trần Tiểu Xuân, Trương Kiệt, Phó Tân Bác, Quách Hiểu Đông, |
| 2019 | Children Speeches 2                               | 童言有计2       | Ứng Thể Nhi                                                                                            |

## Đời tư
Trần Tiểu Xuân và Ứng Thể Nhi kết hôn năm 2010 tại Las Vegas (Mỹ). Năm 2013, cặp đôi này chào đón cậu con trai đầu lòng tại bệnh viện Hong Kong. Cậu bé được đặt tên là Tiểu Xuân Tử (Tên tiếng Anh là Jasper). Tháng 12, 2019 chồng cô Trần Tiểu Xuân đã thông báo hai người đã có đứa con thứ 2 vừa tròn (mang thai) được 3 tháng.